# Komako Sakaï
Komako Sakaï (酒井 駒子, Sakai Komako) est une autrice et illustratrice pour enfants japonaise née dans la province de Hyōgo en 1966. Elle a reçu, entre autres prix, le Japan Picture Book Award pour son illustration de La Fée des renards,.

## Ouvrages traduits en français

### Textes et illustrations
- 2005 : Un amour de ballon, L'École des loisirs
- 2006 : Moi, ma maman, La Joie de lire
- 2006 : Jour de neige, L'École des loisirs
- 2010 : Ecoute-moi !, L'École des loisirs
- 2013 : Réveillés les premiers !, L'École des loisirs
- 2017 : Le petit chat de Lina, l'École des loisirs

### Illustrations
- 2006 : Ne bouge pas !, texte de Hatsue Nakawaki, L'École des loisirs
- 2006 : La Fée des renards, texte de Kimiko Aman, adaptation française de Florence Seyvos, L'École des loisirs
- 2008 : Le Lapin en peluche, texte adapté du Lapin de velours (en) de Margery Williams, L'École des loisirs
- 2009 : L'ours et le chat sauvage, texte de Kazumi Yumoto, l'École des loisirs
- 2009 : Une sirène chez les hommes, texte de Mimei Ogawa, l'École des loisirs
- 2011 : Dans l'herbe, texte de Yukiko Kato, l'École des loisirs
- 2015 : L'arbre à confiture, texte de Mutsumi Ishii, l'École des loisirs
- 2018 : Bonne nuit tout le monde !, texte de Chihiro Ishizu, l'École des loisirs

## Prix et distinctions
- Japan Picture Book Award pour son illustration de La Fée des renards[1]
- Prix Pitchou pour  Moi, ma maman
- Silver Pencil Book Award (Pays-Bas) 2009 pour Jour de neige[1]
- Premio nazionale Nati per Leggere 2015[3] du Salon international du livre de Turin pour Un amour de ballon
- Premio nazionale Nati per Leggere 2017[3] du Salon international du livre de Turin pour Ne bouge pas !, texte de Hatsue Nakawaki